# Área 9 de Brodmann
El área 9 de Brodmann, o BA9, se refiere a una porción del córtex frontal definida citoarquitectónicamente en el cerebro de los seres humanos y otros primates. Contribuye a la corteza prefrontal dorsolateral y medial.

## Funciones
El área está implicada en la memoria a corto plazo, la evaluación de lo reciente, la anulación de respuestas automáticas, la fluidez verbal, la detección de errores, la atención verbal auditiva, la inferencia de la intención de otros, la inferencia de la deducción a partir de imágenes espaciales, el razonamiento inductivo, la atribución de intención, la atención sostenida implicada en el recuento de una serie de estímulos auditivos, y muestra niveles más bajos de consumo de energía en individuos que padecen trastorno bipolar.
El área que se encuentra en el hemisferio izquierdo es responsable, al menos parcialmente, de la empatía, las frases hechas, el procesamiento de escenas emocionales agradables y desagradables, las autocríticas y la atención a las emociones negativas.
En el hemisferio derecho, la región está implicada en la atribución de intenciones, la teoría de la mente, la supresión de la tristeza la memoria de trabajo, la memoria espacial, el reconocimiento, el recuerdo, el reconocimiento de las emociones de los demás, la planificación, el cálculo, el procesamiento semántico y perceptivo de los olores, la religiosidad y la atención a las emociones positivas.

## Imágenes

Animación.
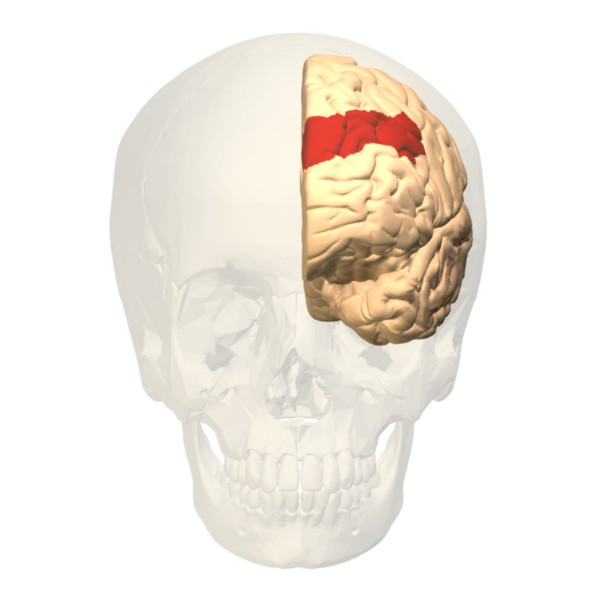
Vista frontal.
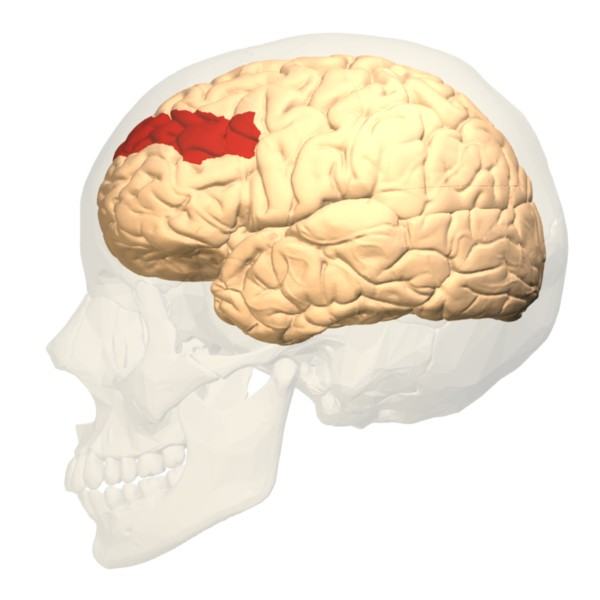
Vista lateral.
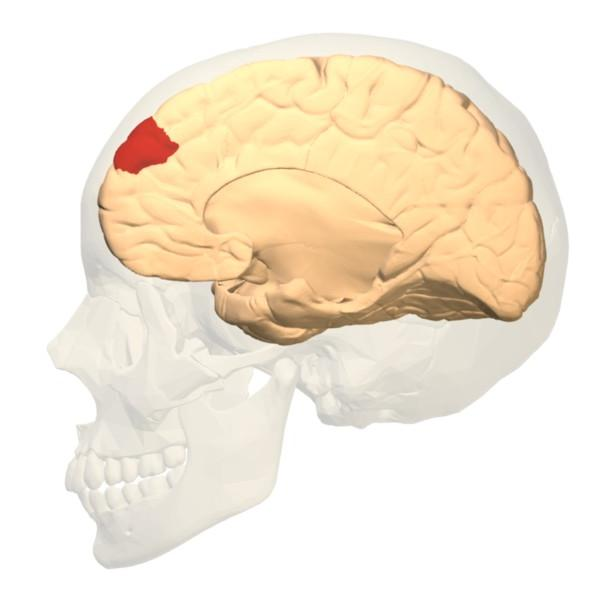
Vista medial.